# Fucusopsis

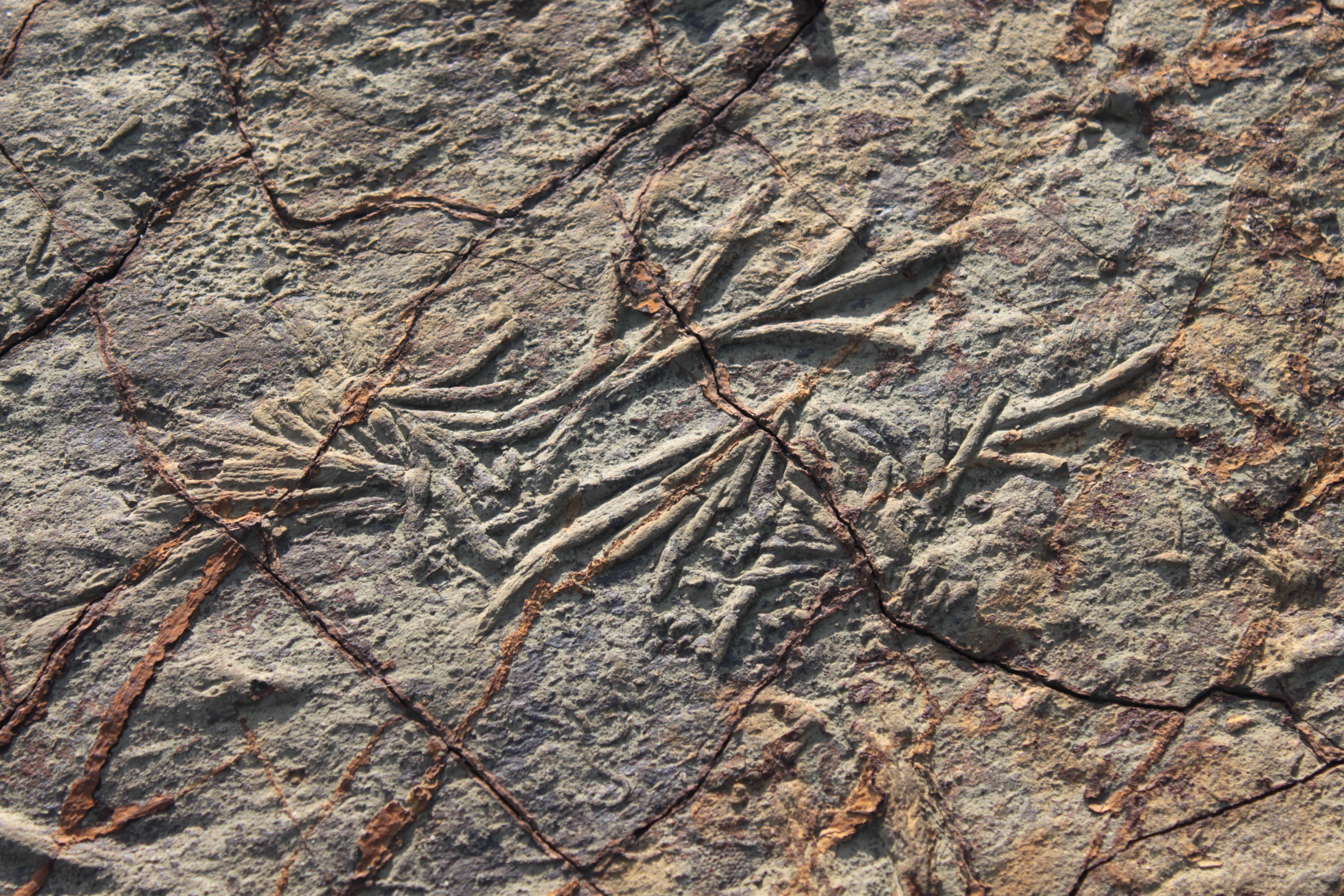
Fucusopsis en arenisca de los flyschs de punta de San García (España). Complejos del Campo de Gibraltar, Unidad de Algeciras (Oligoceno-Mioceno).

Fucusopsis Schaffer, 1928 es un paragénero de icnofósiles presente en rocas sedimentarias de facies litoral a marina profunda, aunque es más frecuente en esta última. Estas trazas fósiles se presentan en un amplio rango temporal, desde el Ordovícico hasta la actualidad. Las trazas de este icnogénero aparecen como tubos completamente cilíndricos y en ocasiones huecos de entre 4 y 10 mm de diámetro, con sus paredes estriadas longitudinalmente. Por lo general se presentan profusamente ramificados en un mismo plano, con multitud de galerías ciegas y uno o varios ejes principales. Aparecen tanto como epirelieves como hiporelieves paralelamente al estrato y es usual que se crucen y solapen, tanto las realizadas por el mismo organismo como otras adyacentes.
El organismo que origina este icnotaxon es desconocido aunque muy probablemente se trate un gusano poliqueto, anélido o un artrópodo. Se trataría de galerías formadas en la interfase arena fango mientras el organismo se desplaza filtrando el sedimento en busca de alimento.